# LOFAR

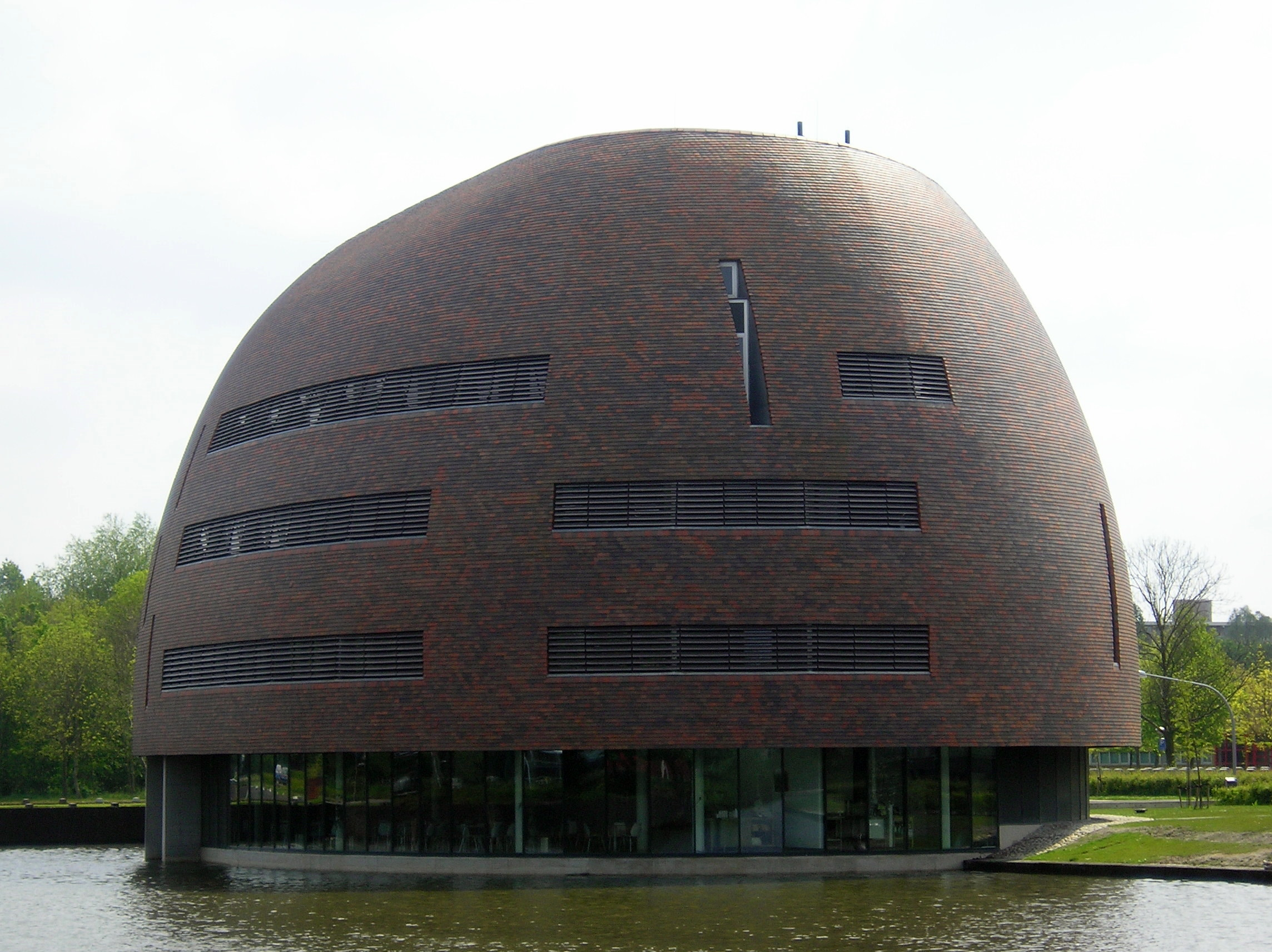
Immeuble de l'Université de Groningue abritant l'ordinateur Blue Gene/P qui sert au traitement des données de LOFAR.

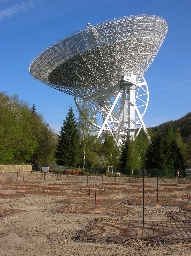
La station LOFAR 60 m de diamètre composé de 96 antennes dipôles
(premier plan) à Bad Münstereifel (Effelsberg), à côté du radiotélescope d'Effelsberg de 100 m (second plan), tous deux gérés par l'Institut Max-Planck de radioastronomie à Bonn, Allemagne

Le Low-Frequency Array (LOFAR) est un radiotélescope constitué d'un réseau d'interféromètres, répartis aux Pays-Bas et dans six autres pays européens. Il est le plus grand radiotélescope en réseau au monde, capable de couvrir une aire d'observation de plusieurs centaines de mètres carrés de ciel, et captant des fréquences très basses. 

## Présentation
LOFAR est un ensemble d'environ 20 000 antennes omnidirectionnelles regroupées dans cinquante-deux stations, elles-mêmes réparties dans sept pays européens : trente-huit aux Pays-Bas, six en Allemagne, trois en Pologne, une en France, une en Grande-Bretagne, une en Suède, une en Lettonie et une en Irlande. En date de 2024, des projets de stations en Bulgarie et en Italie sont aussi à l'étude. En France, la station de radioastronomie est installée à proximité de Nançay dans le département du Cher. 
Le projet, conçu à l'origine par ASTRON (nl), l'institut néerlandais de radioastronomie, a été inauguré le 12 juin 2010. Le 20 décembre 2023, le projet LOFAR devient un Consortium pour une infrastructure européenne de recherche (en) (ERIC), ce qui lui confère une personnalité juridique au sens du droit européen. 

## Objectifs scientifiques
Les antennes captent les courtes longueurs d'onde radio (10 à 240 MHz). Elles reçoivent les ondes des rayonnements émis par les gaz froids entourant la formation des planètes, des exoplanètes, des étoiles et des galaxies.
Ce radiotélescope est notamment à l'origine de la découverte de Porphyrion.

## Données techniques
Les radio-interféromètres sont généralement constitués soit de réseaux d'antennes paraboliques (par exemple le One-Mile Telescope (en) ou le Very Large Array), soit de réseaux d'antennes unidimensionnelles (par exemple le Molonglo Observatory Synthesis Telescope), soit de réseaux bidimensionnels d'antennes omnidirectionnelles (par exemple l'Interplanetary Scintillation Array (en)). Le LOFAR combine des aspects de ces télescopes antérieurs : il utilise, dans chacune des stations, un grand nombre d'antennes dipôles omnidirectionnelles relativement bon marché sans aucune pièce mobile dans un réseau à commande de phase. Deux types d'antennes sont utilisées, haute et basse fréquence, pour observer le ciel dans une bande de fréquence allant de 10 MHz à 240 MHz,. Les signaux des réseaux des différentes stations sont numérisés, transportés par fibre optique vers un processeur numérique central et combinés par synthèse d'ouverture, comme le fait le Cambridge Low Frequency Synthesis Telescope (en). La direction d'observation (le « faisceau ») des stations est choisie électroniquement par les délais de phase entre les antennes. Cette méthode permet une grande flexibilité dans le réglage et la modification rapide du faisceau et permet d'observer dans plusieurs directions en même temps.
Les besoins en transport de données sont de l'ordre de plusieurs gigabits par seconde par station et la puissance de traitement nécessaire est de plusieurs dizaines de téraFLOPS. Jusqu'en 2014, le traitement des données était effectué par un superordinateur Blue Gene P situé à l'université de Groningue. Depuis, un système nommé Cobalt, basé sur des processeurs graphiques disponibles commercialement, est utilisé.
Le coût de tels télescopes est dominé par le coût de l'électronique et suivra donc principalement la loi de Moore, devenant moins cher avec le temps et permettant la construction de télescopes de plus en plus grands. Chaque antenne est assez simple, mais il y en a environ 20 000 dans le réseau LOFAR.

## Stations
Les stations « cœur » de LOFAR sont situées à Exloo dans la Drenthe, auxquelles viennent s'ajouter d'autres stations « distantes » réparties dans les Pays-Bas. Les emplacements des stations internationales sont :
- Allemagne
  - Effelsberg
  - Unterweilenbach/Garching, géré par l'institut Max-Planck d'astrophysique.
  - Observatoire Karl-Schwarzschild
  - Bornim/Potsdam, géré par l'institut Leibniz d’astrophysique de Potsdam.
  - Juliers
  - Observatoire de Hambourg
- Royaume-Uni
  - Chilbolton
- France
  - Nançay
- Suède
  - Onsala
- Pologne
  - Bałdy, géré par l' université d'Olsztyn
  - Borówiec, géré par le centre de recherche spatiale de l'Académie polonaise des sciences
  - Łazy, géré par l'université Jagellonne
- Irlande
  - Observatoire Rosse sur le site du château de Birr
- Lettonie
  - Centre international de radioastronomie de Ventspils (lv)
- Italie – projet sur le site de la Station de radioastronomie de Medicina (it)
- Bulgarie – projet sur le site de l'observatoire Rozhen

## NenuFAR
Le télescope NenuFAR (New Extension in Nançay Upgrading LOFAR), localisé à Nançay, permet une extension de la station du LOFAR, en ajoutant 96 tuiles basse fréquence, chacune constituée d'un « mini-array » de 19 antennes dipôles croisées, réparties sur un cercle d'environ 400 m de diamètre. Il améliore les capacités d'imagerie du LOFAR en augmentant la sensibilité globale de près d'un facteur deux.